# ウラジーミルの生神女大聖堂 (サンクトペテルブルク)

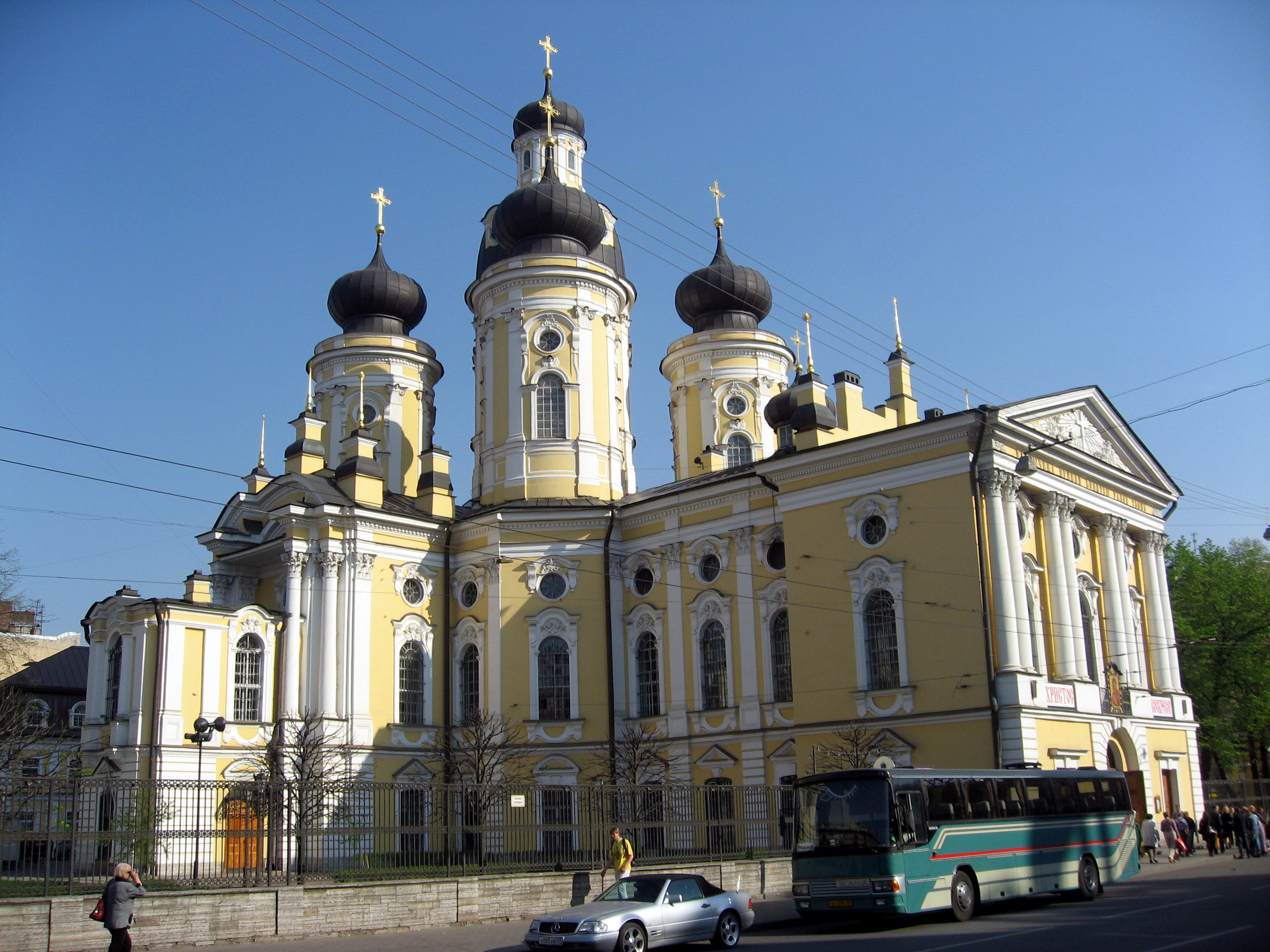
ウラジーミルの生神女大聖堂

ウラジーミルの生神女大聖堂（ - しょうしんじょだいせいどう、ロシア語: Собор Владимирской иконы Божией Матери, 英語: Vladimirskaya Church）は、ロシア連邦・サンクトペテルブルクのプロスペクト通り20番にある、ロシア正教会の大聖堂。ウラジーミルの生神女を記憶している。
現在の5つのドームがある教会は、ウラジミルスキー市場の隣に1761年から1769年の間に建てられた。教会のデザインはピエトロ・アントニオ・トレッジーニ（Пьетро Антонио Трези́ни）にしばしば帰されており、バロックと新古典主義にまたがったデザインであるとされる。離れて建てられた鐘楼は円熟した新古典主義の傑作であり、1791年にクワレンギ（Quarenghi）のデザインにより建てられた。前廊、小聖堂、フェンス、ほか外部の建造物群は、19世紀に加えられた。
教会内部の特徴としては、アニチコフ宮殿（Аничков дворец）の小聖堂から1808年に運ばれた、バロック式の精緻なイコノスタスが挙げられる。
1888年に行われたルーシ受洗900年祭で、聖堂は修復を受けた。過去最も有名な所属信徒の一人としてフョードル・ドストエフスキーがいる。
無神論を掲げるソ連にあって、教会は1932年に閉鎖されたが、1989年に教会として回復された。2000年に、それまで聖堂（церковь）であった教会は、大聖堂（Собор）として位置づけられた。大聖堂はウラジーミル・プロスペクト通りと、ウラジーミル広場の名の元にもなった。

## ギャラリー

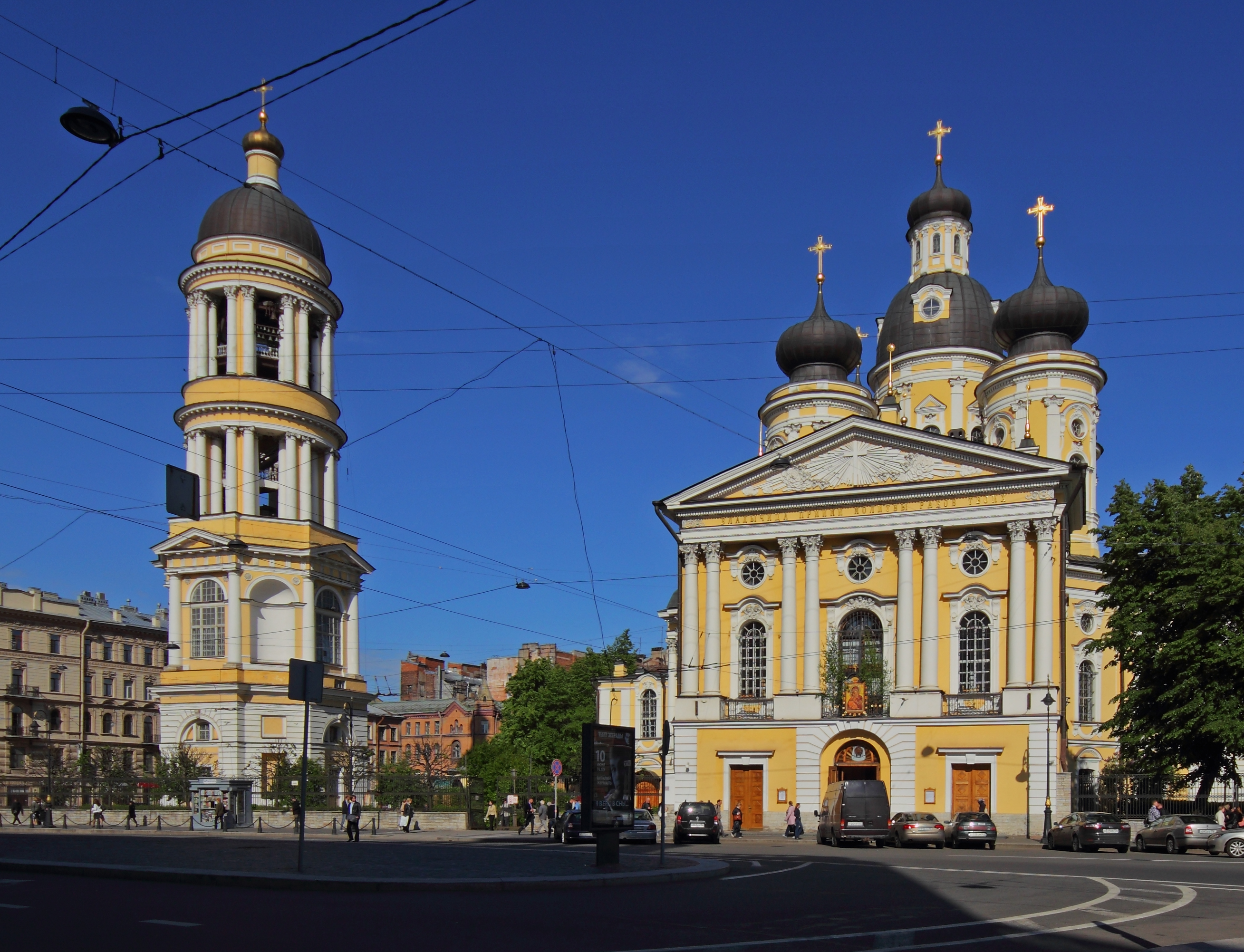
大聖堂と鐘楼
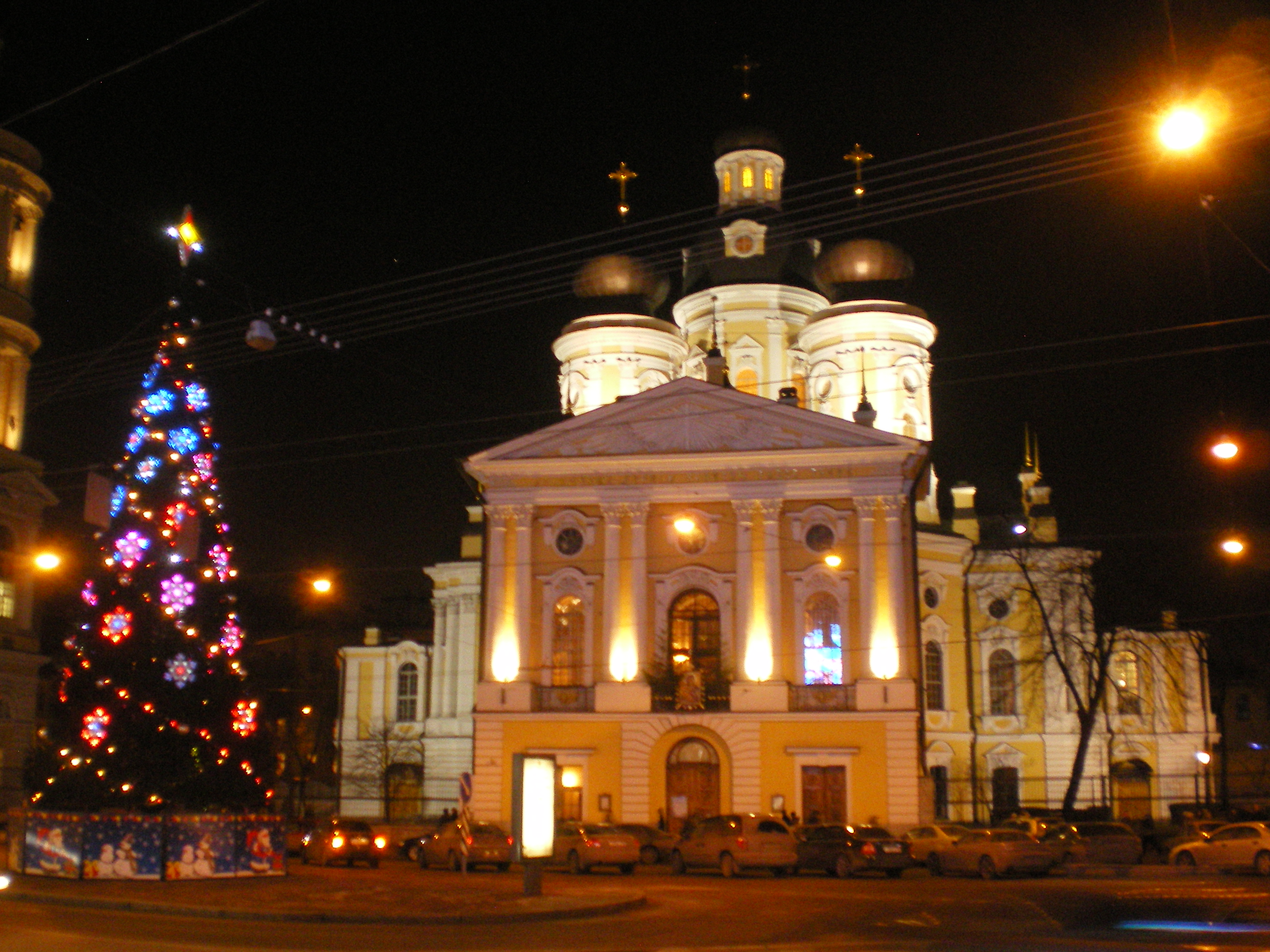
2007年12月の夜景
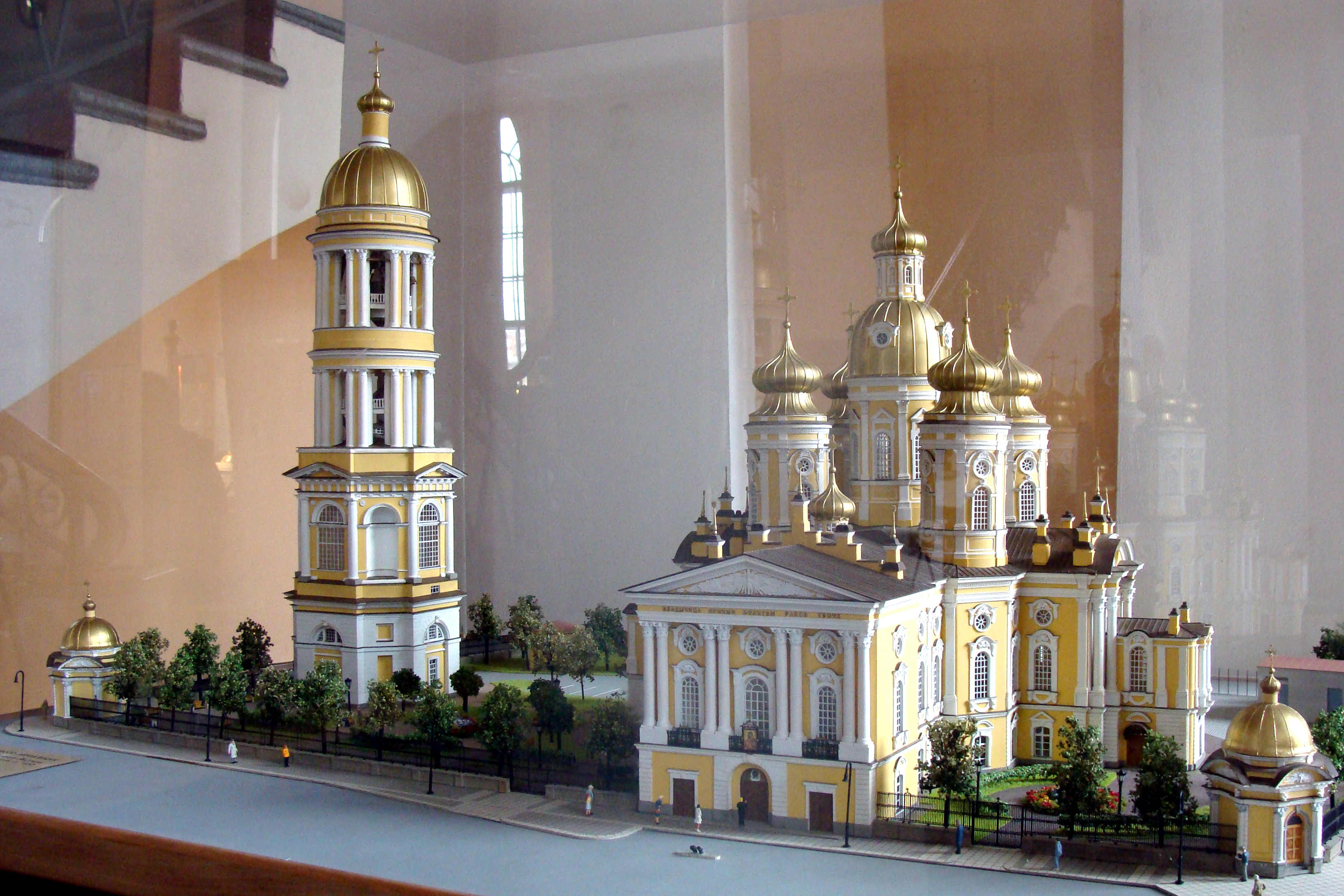
大聖堂の縮尺模型
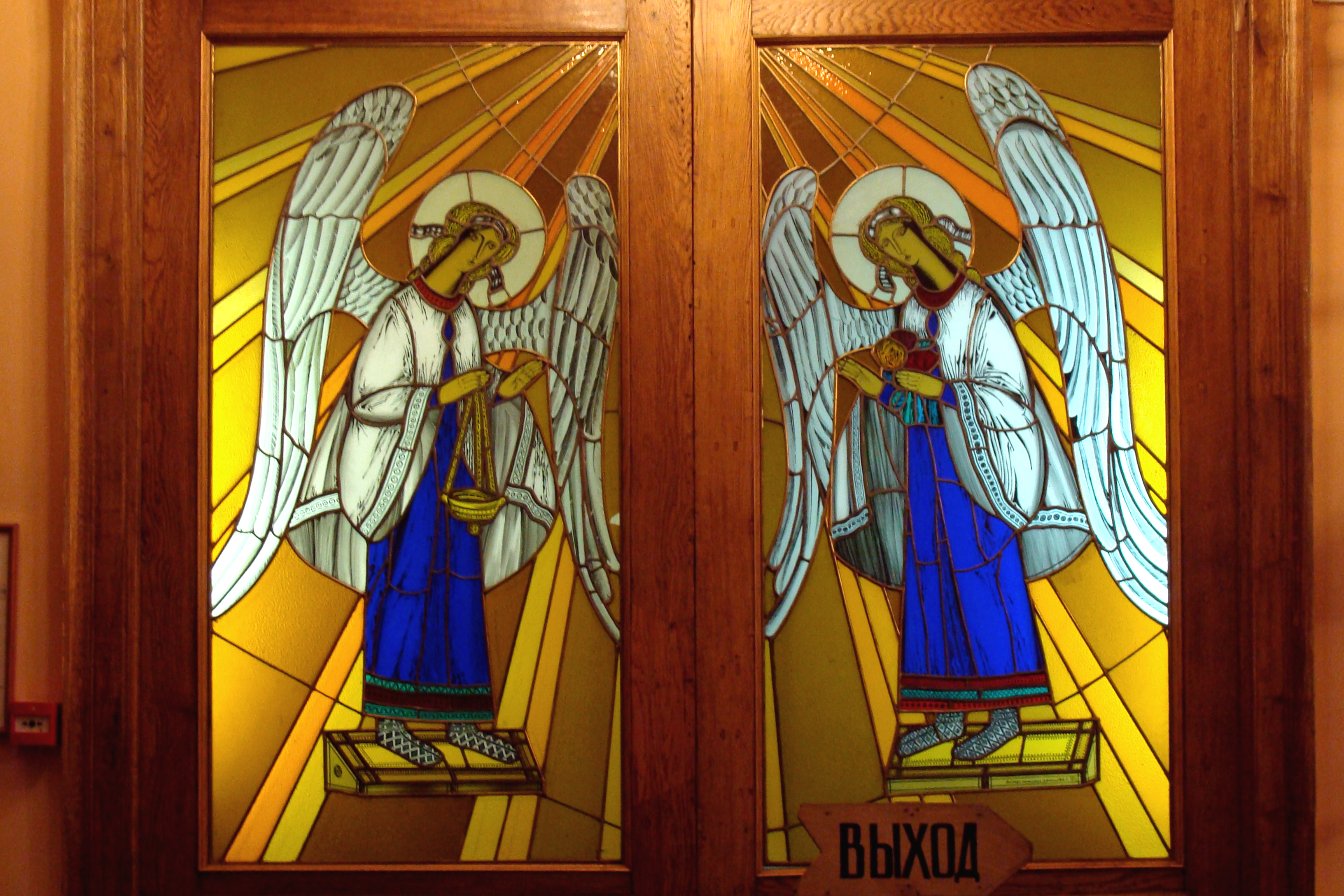
天使をイメージしたステンドグラスの内扉
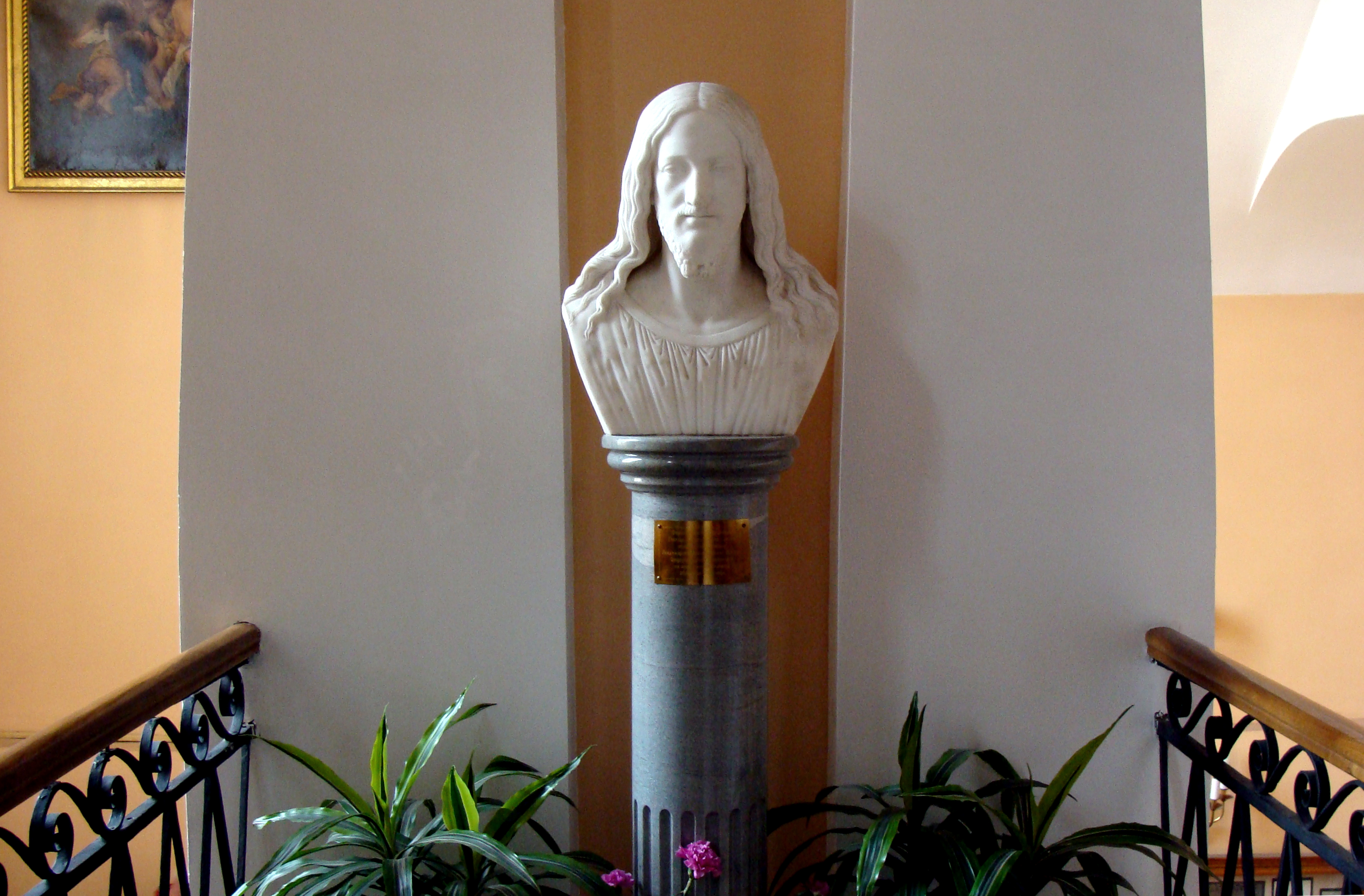
大聖堂内のキリストの胸像